# Almostadi de Marrocos
Almostadi de Marrocos foi um rei de Marrocos da dinastia alauita, reinou entre1738 e 1748. Foi antecedido no trono por Maomé II de Marrocos, e foi seguido no trono por Abedalá de Marrocos. Teve um reinado conturbado com várias interrupções, a saber: de junho de 1738 a fevereiro 1740 a partir de fevereiro 1742 a maio de 1743 e julho 1747 a outubro de 1748.